# فيكرز أف.بي.12
فيكرز أف.بي.12(F. B. 12) طائرة مقاتلة من سطحين مع محرك سحبي طورت خلال الحرب العالمية الأولى من قبل شركة فيكرز المحدودة. فشل المحرك الذي تم تصميمه و تقادم اسلوب المراوح الساحبة، أسفرت عن بقاء الطائرة في صفتها التجريبية فقط.

## المشغلون
- فيلق الطيران الملكي البريطاني

## طرازات الطائرة
أف.بي.12أي
محرك أحادي الجنوم
أف.بي.12بي
150 حصان (110 كيلوواط) مع محرك هارت شعاعي
أف.بي.12سي
مسطحة جانب الكنة أكبر زعنفة الدفة. بني 18 طائرة منها.
أف.بي.12دي
110 حصان (80 كيلوواط) لو الرون أو 100 حصان (75 كيلوواط) جنوم Monosoupape المحرك

## المواصفات
مصدر البيانات: War Planes of the First World War: Volume Three
الخصائص العامة
- طاقم العمل: 1
- الطول: 21 قدم 6 إنش (6.55 م)
- طول الجناح: 26 قدم  إنش (7.93 م)
- الأرتفاع: 8 قدم 8 إنش (2.64 م)
- منطقة الجناح: 204 قدم2 (19.0 م2)
- الوزن الفارغ: 845 رطل (384 كجم)
- الوزن الإجمالي: 1,275 رطل (580 كجم)
- المحرك: 1 × Gnome Monosoupape nine-cylinder محرك دوار, 100 حصان (75 كيلو وات) لكل

الأداء
- السرعة القصوى: 86 ميل/ساعة (138 كم/س)
- قدرة التحمل: 3 ساعة
- الحد الأقصى للخدمة: 11,500 قدم (3,500 م)

التسليح
- One .303 in سلاح لويس